# Tkinter
TkinterはPythonからGUIを構築・操作するための標準ライブラリ（ウィジェット・ツールキット）である。
Tcl/TkのTk部分をPythonで利用できるようにしたもので、使い方も可能な限りTcl/Tkにあわせられるように作られている。
これにより、スクリプト言語である Python から簡単にGUI画面をもったアプリケーションを作ることが可能になる。
なお、Windows版のPythonでは通常、python.exe から実行するが、この場合「コマンドプロンプト」の画面が開くことになる。
GUIアプリケーションの場合、この画面が必要なければ、代わりに pythonw.exe からスクリプトを起動させることで、「コマンドプロンプト」の画面を表示させずに実行することが可能になる。
この方法はサン・マイクロシステムズから提供されているWindows版Javaランタイムが使っている方法と同じといえる。

## 参照
1. ↑  3. Using Python on Windows — Python 3.3.7 documentation
2. ↑  java ORACLE Java SE Documentation